# Distretto di Karl-Marx-Stadt
Il Distretto di Karl-Marx-Stadt (in tedesco Bezirk Karl-Marx-Stadt) era uno dei 14 distretti in cui era divisa la Repubblica Democratica Tedesca, esistito dal 1952 al 1990. La sede amministrativa e la città principale erano Karl-Marx-Stadt. 

## Storia
Il distretto venne istituito il 25 luglio 1952. Il 10 maggio 1953 il nome originario del capoluogo, Chemnitz, venne cambiato in Karl-Marx-Stadt e di conseguenza fu cambiato anche il nome del distretto. Entrambi vennero ribattezzati Chemnitz il 1° giugno 1990 dopo che tre quarti dei residenti del capoluogo ebbero votato il 23 aprile dello stesso anno per rinominare la città. Il 22 luglio 1990, pochi mesi prima della riunificazione tedesca, il distretto fu sciolto e il suo territorio tornò a far parte del Land Sassonia.

## Localizzazione
Il distretto corrispondeva all'area dell'attuale distretto direttivo di Chemnitz ed era quello più meridionale della DDR. Confinava con i distretti di Gera, Lipsia e Dresda, oltre che con la Cecoslovacchia e il distretto dell'Alta Franconia della Germania Ovest.

## Suddivisione amministrativa
Il distretto di Karl-Marx-Stadt era diviso in 26 circondari (Kreise): 5 urbani (Stadtkreise) e 21 rurali (Landkreise). 
Circondari urbani:
- Karl-Marx-Stadt (Chemnitz dal 25 luglio 1952 al 10 maggio 1953 e dal 1° giugno 1990)
- Plauen
- Zwickau
- Johanngeorgenstadt (fino al 20 giugno 1957)
- Schneeberg (fino al 23 novembre 1958)

Circondari rurali:
- Annaberg
- Aue
- Auerbach
- Brand-Erbisdorf
- Flöha
- Freiberg
- Glauchau
- Hainichen
- Hohenstein-Ernstthal
- Karl-Marx-Stadt-Land (Chemnitz dal 25 luglio 1952 al 10 maggio 1953 e dal 1º giugno 1990)
- Klingenthal
- Marienberg
- Oelsnitz
- Plauen-Land
- Reichenbach
- Rochlitz
- Schwarzenberg
- Stollberg
- Werdau
- Zschopau
- Zwickau-Land